# Parabuthus mazuchi
Espèce
Parabuthus mazuchi est une espèce de scorpions de la famille des Buthidae.

## Distribution
Cette espèce est endémique du Somaliland en Somalie. Elle se rencontre vers Shanshade.

## Description
Le mâle holotype mesure 63,00 mm.

## Étymologie
Cette espèce est nommée en l'honneur de Tomáš Mazuch.

## Publication originale
- Kovařík, Lowe, Elmi & Šťáhlavský, 2019 : « Scorpions of the Horn of Africa (Arachnida: Scorpiones). Part XXI. Parabuthus (Buthidae) (Part II), with description of five new species from Somaliland and Ethiopia. » Euscorpius, no 290, p. 1-63 (texte intégral).